# Code Lyoko: Quest for Infinity
Code Lyoko: Quest for Infinity è un videogioco basato sulla serie animata Code Lyoko, uscito nel 2007 per Nintendo Wii e nel 2008 per PlayStation 2 e PlayStation Portable. Originariamente furono pianificate anche delle versioni per PlayStation 3 e Xbox 360 previste per il 2009, ma sono rimaste inedite.

## Trama
Il gioco segue vagamente le vicende della quarta stagione della serie animata originale. Dopo la costruzione dello Skidbladnir nel Settore 5 (Cartagine), i Guerrieri di Lyoko esplorano il Mare Digitale. Scoprono numerosi Replika (delle vere e proprie copie di vari settori di Lyoko), che vengono distrutte dai Guerrieri con il Code: Chimera. Dopo aver scoperto che i Replika sono connessi a dei supercomputer sulla Terra, Jeremie crea un processo tramite il quale i protagonisti possono trasformarsi in "spettri", mantenendo i poteri che hanno su Lyoko anche nel mondo reale; è con questa modalità che vengono poi distrutti i cinque supercomputer. Alla fine del gioco, Aelita e Odd distruggono il supercomputer dei Replika del Settore del Vulcano e salvano William dal controllo di X.A.N.A.

## Gameplay
I personaggi del gioco vengono controllati tramite vari movimenti del Wii Remote: agitando il controller, si controlla la spada di Ulrich; puntandolo verso lo schermo e prendendo la mira, si controllano le frecce di Odd; inclinandolo da una parte all'altra si mantiene l'equilibrio nei passaggi stretti quando si gioca con Yumi; usando il Wii Remote in congiunzione con il Nunchuk, si controlla Aelita in volo.
Differentemente dal gioco che lo precede, in questo gioco è possibile cambiare personaggio in qualsiasi momento.